# Südtiroler Weinmuseum
Das Südtiroler Weinmuseum in Kaltern informiert als Teil der Südtiroler Landesmuseen über die Geschichte und die traditionellen Techniken des Weinbaugebiets Südtirol.

## Geschichte
1953 erfolgte die Gründung des Vereins Südtiroler Weinmuseum, der sich die Errichtung eben einer solchen Einrichtung zum Ziel gesetzt hatte. Bereits 1955 konnte der Präsident des Vereins, Walther Amonn, das Museum auf Schloss Ringberg am Kalterer See im Süden Südtirols eröffnen. Im Jahr 1983 löste sich der Verein auf und übergab die Führung des Museums der Südtiroler Landesverwaltung. 1986 übersiedelte es in das Pflegerhaus mit dem ehemaligen Zehentkeller des landesfürstlichen Gutshofes im Dorfzentrum von Kaltern im Überetsch. Seit 2003 ist das Weinmuseum Teil der Südtiroler Landesmuseen.

## Ausstellung
Die Dauerausstellung beschäftigt sich mit Arbeit und Brauchtum im Südtiroler Weinbau. Dargestellt werden etwa die Figur des Saltners, Arbeitsutensilien und -techniken, Wein-, Gärfässer und sonstige -behälter und traditionelle Weinbergsarbeiten, aber auch die Rezeption des Weinbaus in der religiösen Volkskunst. 
Vor dem Museum befindet sich ein Weingarten, in dem selten gewordene Rebsorten angebaut werden.